# Oraesia stupenda
Oraesia stupenda är en fjärilsart som beskrevs av Paul Dognin 1912. Oraesia stupenda ingår i släktet Oraesia och familjen nattflyn. Inga underarter finns listade i Catalogue of Life.